# Omszki központi repülőtér
Az Omszki központi repülőtér (IATA: OMS, ICAO: UNOO) (orosz nyelven: Аэропорт Центральный) nemzetközi repülőtér Oroszországban, amely Omszk közelében található. Éves utasforgalma 1 088 926 fő (2018).

## Futópályák
A repülőtér futópályái:
- 07/25 (2500 m, 45 m, aszfalt)

## Forgalom
Az utasforgalom az elmúlt években az alábbi módon változott:
| Utasok száma | 537 812 | 492 979 | 733 656 | 872 224 | 1 044 500 | 88 761 | 948 248 | 1 088 926 | 933 587 | 1 492 032 |
|              | 2008    | 2009    | 2011    | 2012    | 2014      | 2015   | 2017    | 2018      | 2020    | 2021      |